# فام ون دونگ
فام ون دونگ (انگلیسی: Phạm Văn Đồng; ۱ مارس ۱۹۰۶ – ۲۹ آوریل ۲۰۰۰) سیاستمدار اهل ویتنام بود. وی از ۲ ژوئیه ۱۹۷۶ تا ۱۸ ژوئن ۱۹۸۷ نخست‌وزیر ویتنام بود. وی پیشتر از ۲۰ سپتامبر ۱۹۵۵ تا ۲ ژوئیه ۱۹۷۶ نخست‌وزیر ویتنام شمالی بود.
فام ون دونگ در ۲۹ آوریل ۲۰۰۰، در سن ۹۴ سالگی درگذشت.
وی همچنین برندهٔ جوایزی همچون نشان لنین شده‌است.